# Mirada (Psicología)

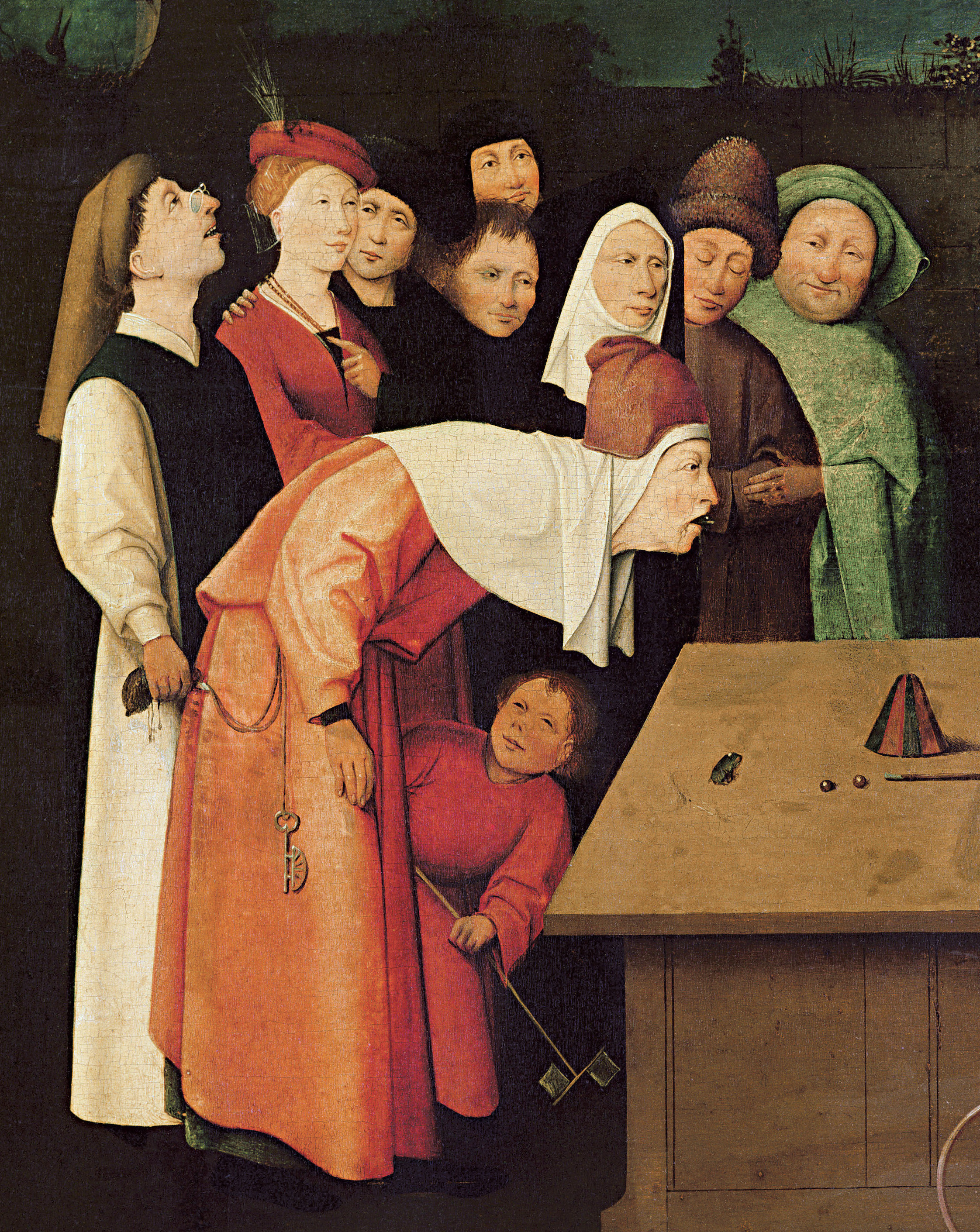
El prestidigitador (fragmento), del taller de Hieronymus Bosch. Mientras otras figuras observan los objetos en la pintura, la mujer en verde observa al espectador. Es un recurso típico de la pintura que trata de introducir al espectador en la pintura.

Mirada es un término popularizado por el psicólogo Jacques Lacan para describir el estado de ansiedad presentado por el conocimiento de que se está siendo observado. El efecto psicológico, según Lacan, es la pérdida de autonomía del sujeto al darse cuenta de que es un objeto visible. Este concepto está conectado con la teoría del estadio del espejo, en donde un niño frente al espejo se da cuenta de que tiene una apariencia exterior. Lacan sugiere que el efecto de mirada puede ser producido, de igual manera, con una silla o pantalla de televisión, esto no quiere decir que el objeto se comporta como espejo, sino que la conciencia de cualquier objeto lleva a la conciencia de "ser" un objeto.

## Historia del concepto
Diversos existencialistas y fenomenólogos han hablado acerca del concepto de mirada. Foucault desarrolla este concepto para demostrar la dinámica particular en las relaciones de poder y los mecanismos disciplinarios en el libro Vigilar y castigar. Foucault entiende el concepto de mirada como herramienta para disciplinar y controlar, como un poder de vigilancia que permite ejercerlo de una manera sutil. Lo ejemplifica basándose en el régimen penitenciario desde el siglo XVIII hasta el XIX. Introduce el concepto de "panoptismo" (inspirado en el diseño del Panóptico de Jeremy Bentham) en palabras del autor: “el panóptico es una máquina que disocia la pareja ver-ser visto”.  Así, el panóptico es como una estructura arquitectónica, una vigilancia permanente de los reclusos de una prisión. Funcionarios que vigilan constantemente a los presos, pero estos no pueden ver al vigilante ni saber cuándo están siendo vistos. Así, esta mirada se concibe como una forma de poder que controla a todos los individuos, siendo observados permanentemente, de manera que al interiorizar esa vigilancia los comportamientos de los individuos se ajustan a las normas sociales. Jean-Paul Sartre en El ser y la nada habla de cómo la mirada del otro transforma al sujeto, de manera que es consciente de sí mismo como un objeto visible, y por tanto, juzgable. El sujeto pierde en cierta manera su autonomía y es definido por la mirada del otro.
Derrida, en El animal que luego estoy siguiendo, reflexiona sobre la mirada entre animales y humanos. El ejemplo que aporta es la mirada de su felino hacia su cuerpo desnudo. Habla de una “vergüenza” existencial, y de cómo esa mirada nos enfrenta a nuestros propios límites y nos deja ver que nuestra visión no es la única forma de ver el mundo. La mirada también se presenta en otras formas de comunicación, como videojuegos y cómics, donde se presentan mujeres diseñadas más atractivas sexualmente, enfatizando los senos grandes y las figura de reloj de arena en lugar de sus rostros.

## La mirada y el sistema de poder
Michel Foucault usa por primera vez el término "mirada médica" en "El Nacimiento de la Clínica" para explicar el proceso del diagnóstico médico, las dinámicas de poder entre doctores y pacientes y la hegemonía del conocimiento médico en la sociedad. Foucault desarrolló La Mirada para ilustrar la dinámica entre las relaciones de poder y los mecanismos disciplinarios en Vigilar y castigar, dando ejemplos como los sistemas de vigilancia y mecanismos disciplinarios relacionados: la autorregulación en las prisiones o escuelas como aparato de poder.
La mirada no es simplemente algo que se posee, sino una relación en la que se participa. Los tres conceptos que introduce son: Panoptismo: La idea de que las personas modifican su comportamiento al creer que están siendo observadas constantemente. Poder/conocimiento: La relación entre la acumulación de información y el ejercicio del poder. Biopoder: El control de las poblaciones mediante la regulación de los cuerpos y la vida biológica, por medios de vigilancia. Aunque esta vigilancia sea ficticia, tiene efectos autorregulatorios.

### La "mirada masculina" en la teoría feminista
En el ensayo de 1975 "Placer Visual y la Narrativa del Cine" de Laura Mulvey introduce el concepto de "mirada masculina" en la segunda ola del feminismo como una manera de mostrar la asimetría de poder de género en el cine. El concepto estaba presente en estudios anteriores de la mirada, pero fue Mulvey quien lo trajo a discusión. Mulvey decía que las mujeres eran convertidas en objetos, ya que eran los hombres heterosexuales los que tenían el control de las cámaras. Los filmes de Hollywood se ajustaban a los modelos de voyeurismo y escofilia. En consecuencia, el concepto ha sido un gran influyente en la teoría feminista del cine y las ciencias de la información.
La mirada masculina ocurre cuando la cámara ubica a la audiencia en la perspectiva del hombre heterosexual. Algunos de los elementos comunes es la estancia prolongada de la cámara en las curvas de una mujer. La mujer es comúnmente mostrada en dos diferentes niveles: como objeto erótico para los personajes dentro de la película y para la audiencia que la está viendo. El hombre emerge como poder dominante dentro de la fantasía creada por el cine. La mujer es pasiva hacia la mirada activa del hombre. Esto añade un elemento del orden de 'patriarcado' y es usualmente visto como una "narrativa ilusoria del filme". Mulvey argumenta que en el cine comercial, la mirada masculina tiene prioridad sobre la mirada femenina, reflejando una asimetría de poder que subyace.
Esta inequidad es atribuida al patriarcado, que ha sido definido como una ideología social incrustada en el sistema de creencias de la cultura occidental. A lo largo del tiempo, dichas construcciones de creencias empiezan a parecer ‘”naturales” o “normales” porque son predominantes y se llevan a cabo sin oposición. La cultura occidental ha adoptado una ideología díada y jerárquica que pone a la masculinidad en una oposición binaria a la feminidad, creando niveles de inferioridad.
La mirada masculina puede ser vista por una feminista como una manifestación desigual del poder entre el observador y la observada, o como un intento consciente o inconsciente de desarrollar la inequidad de género. Desde esta perspectiva, una mujer que acepta las miradas que objetifican puede estar solo conformándose a las normas establecidas en beneficio de los hombres, haciendo que se refuerce el poder de la mirada para reducir a los observados a objetos. Aceptar este tipo de objetificación puede ser visto como una forma de exhibicionismo.
La posibilidad de una mirada femenina análoga se puede presentar considerando la mirada masculina. Mulvey sugiere que "la figura masculina no puede aguantar la presión de la objetificación sexual. El hombre es inseguro ante la mirada..."
Desde la perspectiva masculina, un hombre posee la mirada porque es un hombre, mientras que una mujer tiene la mirada cuando asume el rol de observador masculino, cuando esta objetifica a otros al mirarlos desde los ojos de un hombre. Eva-Maria Jacobsson apoya la descripción de Paul acerca de la "mirada femenina" como "una identificación cruzada con la masculinidad", aunque evidencia de la objetificación de la mujer hacia los hombres, la existencia discreta de la mirada femenina, puede encontrarse en los anuncios del llamada "boy toy" (hombre de juguete) publicados en las revistas.
Con respecto al ensayo de Laura Mulvey, se debe remarcar los siguientes puntos hechos en una entrevista en 2011 con Roberta Sassatelli: "Primero, el artículo de 1975 ‘Placer Visual y la Narrativa del Cine’ fue escrito de manera polémica, y como Mandy Merck ha descrito, es un manifiesto, por lo que no tenía interés en modificar el argumento. Pienso claramente, en retrospectiva y desde una perspectiva más matizada, acerca de la incapacidad de escaparse de la mirada masculina."

### Críticas de la mirada masculina
Bracha Ettinger critica la noción de la mirada masculina al proponer la Mirada Matrix. La mirada matrix no concuerda con la "Mirada Masculina" siendo opuesta a la "Mirada Femenina" ni en la opinión de que ambas entidades se constituyen a partir de la escasez (este término global de la mirada es lo que académicos como Slavoj Žižek proponen en la definición lacaniana de la "Mirada"). La propuesta de Ettinger no se enfoca en el sujeto y su objeto, existente o faltante. En su lugar, se trata de un "trans-subjetividad" y del compartir en un nivel parcial, basada en una declaración acerca de la diferencia de la matrix-femenina escapando a la oposición de lo masculino/femenino y es producida por un proceso de coemergencia. Ettinger trabaja desde el punto de vista más avanzado que Lacan, sin embargo, desde el ángulo que toma, es la estructura del sujeto lacaniano la que se está de-construyendo hasta cierto punto, permitiendo que otra dimensión femenina aparezca, un híbrido y una mirada flotante.

### Modos de ver: viendo a las mujeres en las pinturas de Renacimiento
John Berger, escribe en "Modos de Ver", que "según los usos y convenciones que por fin están siendo cuestionados, aunque de ninguna manera superados, los hombres actúan y las mujeres aparecen. Los hombres ven a las mujeres. Las mujeres se observan siendo vistas." Durante el Renacimiento las imágenes de las mujeres desnudas eran pintadas casi exclusivamente para observadores masculinos. Las mujeres son usualmente presentadas con sus cuerpos hacia el observador, mientras sus caras están volteadas y observan un espejo. La mujer está consciente de que es un objeto para la mirada masculina.
Esto enlaza con la teoría de Lacan acerca de la alienación que se da a partir de la separación entre verse a uno mismo y ver el ideal. En la pintura desnuda del Renacimiento esta separación se da a partir de ser tanto observador como observado y verse a sí mismo como ser observado por otros.

### Las mujeres y la mirada
Griselda Pollock no solo habla en Modernidad y Espacios de la Feminidad sino también, en Visión y diferencia: feminismo, feminidad historias del arte. En ellas aborda cómo la mirada en el arte ha sido históricamente dominada por la perspectiva masculina, lo que ha influido en la representación y percepción de las mujeres en el arte. Pollock argumenta que la historia del arte tradicional ha privilegiado una mirada masculina, lo que ha influido en la representación y percepción de las mujeres en el arte.
Un ejemplo práctico de Pollock sería la foto de Robert Doisneau, "Una Mirada Oblicua" apoya este argumento. En la fotografía, una pareja burguesa de edad media observa una galería de arte. El punto de vista del espectador se sitúa adentro de la galería, pero la pareja ve a diferentes lugares. La mujer le comenta a su esposo acerca de una imagen, mientras que el hombre se encuentra distraído por la pintura de una mujer desnuda. La pintura de la mujer desnuda está colgada a la vista del espectador. La mujer está viendo a otra imagen, pero esta no se muestra al espectador. La mirada masculina ha encontrado algo más interesante y ha decidido ignorar el comentario de la mujer. La esposa contrasta con la mujer desnuda en la pintura, y en lugar de aceptar pasivamente la mirada masculina, se presenta a sí misma como "buscando activamente el regreso y confirmación de la mirada del espectador masculino."
Esta crítica se alinea con la idea psicológica de que la mirada no es neutral, sino que está cargada de poder y expectativas sociales. La obra de Pollock invita a reconsiderar cómo se ha construido la feminidad en el arte y cómo esto ha influido en la percepción social de las mujeres. Desde una perspectiva psicológica, esto implica examinar cómo los estereotipos y roles de género se perpetúan a través de representaciones artísticas
"Ver no es un acto natural, sino una práctica cultural. Lo que vemos, y cómo lo vemos, está determinado por las convenciones de representación que prevalecen en nuestra sociedad". Mary Beard también tiene un qué decir en este concepto, pues históricamente ha sido un ejercicio de poder especialmente en relación con el género. Examina a las mujeres, y como estas son el objeto y el sujeto de la mirada masculina, llevando a su representación en el arte.

## Definiciones en la teoría del cine

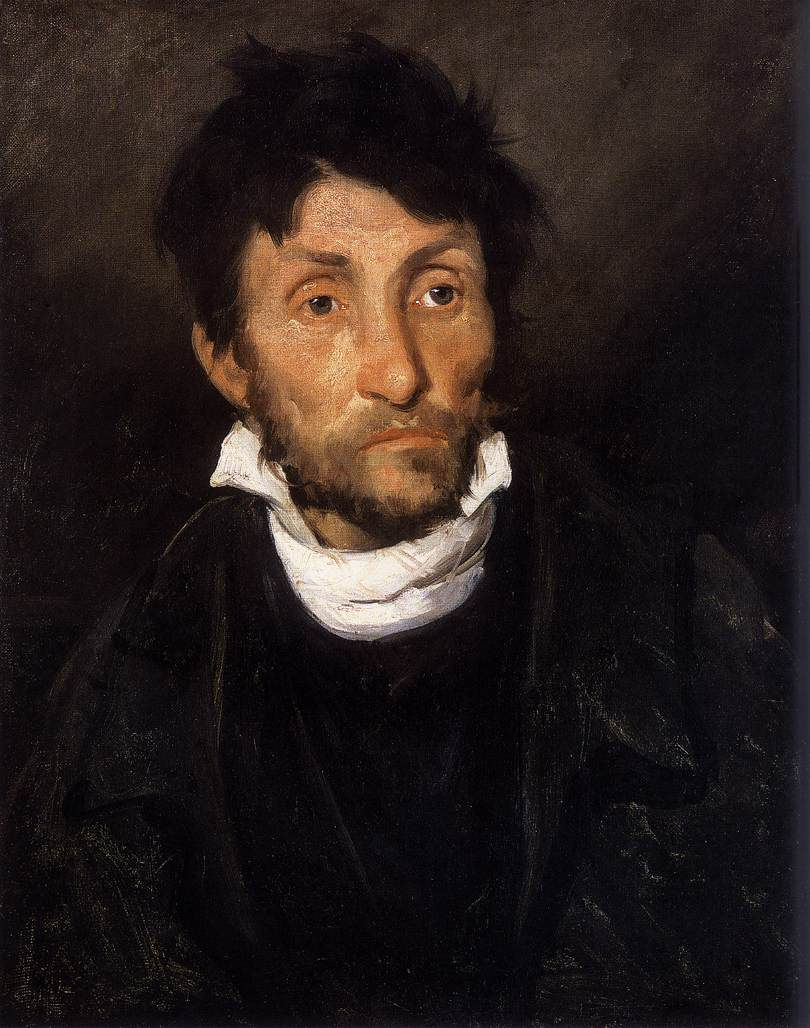
Retrato de un Cleptómano por Théodore Géricault.

François Truffaut decía que las personas siempre miramos en plano general y que, en cambio, con el objetivo de la cámara podemos seleccionar el plano y, por lo tanto, el espacio que queremos mostrar . Cuando vamos al cine vemos lo que mira la cámara, que técnicamente es más de lo que vemos directamente en la realidad, pues nosotros no podemos mirar con los movimientos de una cámara, sus ángulos y sus tipos de plano. Sin embargo la cámara no ve más allá de los límites del rectángulo del encuadre y nosotros sí en la realidad, pero paradójicamente la cámara nos sugiere lo que hay más allá de sus límites y nos hace suponerlo , en suma, nos permite verlo de un modo diegético, en nuestra mente. Se trata de un espacio invisible que prolonga lo visible mediante un conjunto de elementos que, aun no estando incluidos en el campo, sin embargo le son asignados imaginariamente, por el espectador a través de cualquier medio.
En este juego, la cámara es capaz de cambiar continuamente de puntos de vista, ángulos, distancias, enfoque, trayectorias de la mirada... En suma, puede jugar con el espacio y el tiempo mientras mira, superando las posibilidades de contemplación que tiene el ser humano al desenvolverse en una situación real. Por ejemplo, cuando vemos en la realidad a dos personas dialogando lo hacemos normalmente desde uno de los lados o los vemos de perfil, sin embargo el cine va alternando planos diferentes de uno y otro personaje y de ambos a la vez con un ritmo y una duración muy estudiadas que albergan intenciones de identificación con alguno de ellos. En síntesis, nuestra mirada es más global pero más monótona, más lineal y menos dinámica que la de la cámara, pero si se da esa identificación primaria se funden ambas y entonces, por ejemplo, podremos estar corriendo entre dinosaurios, buceando junto a tortugas marinas en una corriente de agua, o volando pegados a una pluma que se mueve a su libre albedrío.
Kress y van Leeuwen proponen que el "modo de ver" no es algo neutro o universal, sino que depende de factores sociales y culturales que determinan quién mira y desde qué posición se hace esa mirada. La idea del modo de ver está relacionada con el poder y la autoridad en el contexto visual. A través de la manera en que se representan las imágenes, se establece una relación jerárquica entre el espectador y lo representado.
Por ejemplo, una imagen en la que una figura humana mira directamente a la cámara crea una relación de igualdad o frontalidad con el espectador. Sin embargo, si la figura en la imagen está mirando hacia otro lado o está representada de manera más distante, esto puede sugerir una relación de dominación o desinterés hacia el espectador.
Este concepto de oferta y demanda de la mirada está relacionado con cómo las imágenes crean diferentes tipos de interacción entre el espectador y lo representado:
- Demanda de la mirada: Cuando una imagen está construida de manera que invita o exige la mirada directa del espectador. Es decir, el sujeto representado (como una persona en una fotografía o pintura) mira directamente a la cámara o hacia el espectador, lo que implica una relación activa entre el observador y lo observado. Este tipo de mirada genera una interacción más directa, como si el sujeto estuviera pidiendo algo o estableciendo una conexión.
- Oferta de la mirada: En contraposición, cuando el sujeto en una imagen no mira directamente al espectador, sino que se muestra de manera más neutral o "desinteresada", ofreciendo la imagen pero sin buscar la interacción directa. La mirada del sujeto es, en este caso, una "oferta" visual que el espectador puede interpretar o analizar, pero no exige una respuesta directa.

Este concepto de oferta y demanda se refiere a cómo el control sobre la mirada (quién mira a quién y cómo) tiene implicaciones en la relación de poder y autoridad dentro de las imágenes. Por ejemplo, en la publicidad o el arte, los productos o personajes a menudo son representados de forma que "ofrecen" una imagen que el espectador puede admirar o desear, pero no necesariamente interactuar de forma directa con ella.
Kress y van Leeuwen aplican estos conceptos para explicar cómo la cultura visual está impregnada de relaciones de poder, género, y clase social, ya que las formas en que los sujetos y objetos son representados visualmente determinan no solo el contenido de las imágenes, sino también cómo las personas se sienten respecto a lo que ven y cómo se posicionan en relación a eso.
La mirada intradiegética, por su parte, se refiere a las miradas que ocurren dentro del universo narrativo de la película, es decir, las miradas de los personajes que existen dentro de la historia que se está contando. Este tipo de mirada está vinculada a las relaciones y las interacciones dentro del universo diegético (es decir, el "mundo" de la película), por lo que refleja cómo los personajes se relacionan entre sí y con su entorno.
La mirada extradiegética, por otro lado, se refiere a las miradas fuera del mundo narrativo de la película, es decir, a la mirada de la cámara o del espectador. En este caso, la cámara o el narrador no pertenece al universo de la película, pero dirige la atención del espectador hacia algo, y generalmente se establece una relación entre lo que el espectador ve y lo que el personaje o los personajes están haciendo. La mirada extradiegética suele generar una distorsión en la relación espectador-personaje. Esto puede alterar la inmersión del espectador en la narrativa, o crear un tipo de interacción diferente, como en las películas en las que los personajes rompen la "cuarta pared" (miran o hablan directamente a la cámara).
En cuanto a su relación con el espectador:
- Intradiegética: La relación es más indirecta; el espectador es un observador pasivo de lo que los personajes hacen dentro de la historia.
- Extradiegética: La relación se vuelve más directa, ya que la cámara, en ciertas ocasiones, busca la complicidad del espectador, estableciendo una conciencia más activa de la presencia del medio cinematográfico.

## La mirada imperial
E. Ann Kaplan introdujo en su libro Looking for the Other: Feminism, Film and the Imperial Gaze el concepto pos-colonial de Mirada Imperial, en el cual los observados quedan definidos según los valores y preferencias del observador. Desde la perspectiva de los colonizados, con la mirada imperial se infantiliza y trivializa a los observados,reafirmando su control y asignándoles un rol específico.
Kaplan comenta: “La mirada imperial refleja la suposición de que el sujeto occidental blanco es central, así como la centralidad del sujeto masculino", lo cual significa que la mirada imperial refleja la creencia de que el sujeto central es el hombre blanco occidental. Sobre todo en el cine de Hollywood se pueden apreciar estos estereotipos y, por ello, la crítica que esta autora realiza a esta perspectiva aborda la invisibilización y la deshumanización implícita de estas representaciones.

### La mirada pos-colonial
Edward Said introdujo y analizó en su obra Orientalism el término "orientalismo", para describir la "mirada pos-colonial". Este es usado para explicar la relación y la imagen que los poderes coloniales establecieron a las personas de países colonizados después, para reafirmar su poder y dominio. Al colocar al colonizado en una posición del "otro", esta mirada ayudó a crear y establecer la identidad colonial como la de un conquistador poderoso, actuando además como constante recordatorio de esta idea.
Said sugiere que la mirada pos-colonial establece la relación entre sujeto/objeto. Esto indica la ubicación del sujeto en su punto de origen y la ubicación del objeto en su punto de contacto. En esencia, esto significa que la relación colonizador/colonizado provee las bases para el entendimiento del colonizador y de su identidad. El rol de la apropiación de poder es central para entender como los colonizadores influyen a los países que son colonizados, y se conecta grandemente con el desarrollo de la teoría pos-colonial. Utilizar la teoría de la mirada pos-colonial permite a las sociedades anteriormente colonizadas, superar la barreras socialmente construidas que prohíben que expresen sus derechos económicos, sociales, culturales, civiles y políticos verdaderos.
El privilegio de la mirada masculina del turista
La imagen del turismo es creada por construcciones culturales e ideológicas y por agencias que han sido dominadas por hombres. Los medios suelen representar un tipo específico de turista: caucásico, occidental, hombre y heterosexual, privilegiando la mirada del "sujeto maestro" encima de otros. Este es el estereotipo de un turista típico ya que detrás de las cámaras, los creadores son predominantemente hombres, caucásicos, y occidentales. Aquellos que no se ubican dentro de esta categoría se han visto influenciados por esta supremacía. A través de dichas influencias, las características femeninas como la juventud, la belleza, la sexualidad o la posesión de un hombre se convierten en deseables, mientras que prevalecen los estereotipos que consisten en una mujer sumisa y sensual con un hombre “macho” poderoso creados por la publicidad.
Los signos y fantasías privilegiadas dentro del mercadeo turista son regularmente orientados a hombres exclusivamente heterosexuales. Las mujeres y las imágenes sexuales son usadas para mostrar la naturaleza “exótica” de un destino dentro de la aerolínea que te lleva ahí, y algunas veces se convierte en el motivo principal de la visita. Dichas representaciones de género y heterosexualidad han convertido a las mujeres en seres eróticos, comodidades que están ahí para ser experimentadas y proporcionar el disfrute a los turistas.
John Urry, en su teoría sobre la “Mirada del Turista”, cuenta cómo esta mirada está mantenida por los medios y la industria turística, en la que el turista es mostrado como alguien poderoso con poder sobre el lugar que visita.